# Sewero-Sapadnoje Parochodstwo
Sewero-Sapadnoje Parochodstwo (russisch Северо-Западное пароходство, deutsch Nord-West-Reederei, englisch North-Western Shipping Company) ist Russlands größte Binnenreederei. Sie ist Nachfolgerin der 1923 gegründeten „Nord-West-Flussreederei“. Das Unternehmen besitzt 70 Schiffe, davon 60 Fluss-Seeschiffe, und transportiert pro Jahr etwa 6 Mio. t Frachtgüter. Die Reederei betreibt unter anderem Schiffe der Projekte RSD49, DCV36 und 01010.
Die Nord-West-Reederei befährt auch die Flüsse Jenissei und Lena sowie Teile der Nordostpassage.
Sie gehört der UCL Holding von Wladimir Lissin.